# Micrathena saccata
Micrathena saccata là một loài nhện trong họ Araneidae.
Loài này thuộc chi Micrathena. Micrathena saccata được Carl Ludwig Koch miêu tả năm 1836.